# Eike Immel
Eike Immel (Stadtallendorf, Alemania Federal, 27 de noviembre de 1960) es un exfutbolista alemán, que se desempeñaba en la posición de portero. Luego de retirarse comenzó a cumplir la función de entrenador de arqueros en clubes como VfR Heilbronn, Beşiktaş, FK Austria Viena, Fenerbahçe SK.

## Clubes
| Club               | País             | Año       | Partidos | Goles |
| ------------------ | ---------------- | --------- | -------- | ----- |
| Borussia Dortmund  | Alemania Federal | 1978-1986 | 266      | 469   |
| VfB Stuttgart      | Alemania         | 1986-1995 | 332      | 456   |
| Manchester City FC | Inglaterra       | 1995-1997 | 39       | 60    |

## Palmarés
VfB Stuttgart
- Bundesliga: 1990-91

Selección de fútbol de Alemania
- Eurocopa 1980

- Datos: Q62193
- Multimedia: Eike Immel / Q62193